# 隆加河
隆加河（葡萄牙語：Rio Longa）是安哥拉中部的一条河流，构成基萨马国家公园的南界和本戈省、南宽扎省两省边界的一部分。隆加河的主要支流是Nhia和Mugige河。下游是泛滥平原，形成一些湖泊，如Hengue和Toto湖。河口有细长沙嘴。
隆加河河口有生态旅游的垂钓项目。安哥拉内战中隆加河边曾建有雇佣兵营地。
沙氏盤長鱨（Chiloglanis sardinhai）只在隆加河和卡因班博河等地生活。